# Muzeum Diecezjalne w Płocku
Muzeum Diecezjalne im. bł. abpa. Antoniego Juliana Nowowiejskiego – muzeum w Płocku. Utworzone, jako pierwsze w Królestwie Polskim, przez kapłana diecezji płockiej ks. Antoniego Juliana Nowowiejskiego, późniejszego biskupa płockiego. Zbudowano je w 1903 r. według projektu architekta Stefana Szyllera. Dalszym współtworzeniem muzeum od roku 1913 zajmował się  z ramienia bp. Nowowiejskiego, ks. Franciszek Giergielewicz. 

## Opis
Zbiory muzealne zapoczątkowały zabytki z katedry płockiej oraz darowizny: ks. Tomasza Kowalewskiego i prof. Franciszka Tarczyńskiego. W latach 1929–1930 muzeum rozbudowano.
Zbiory muzealne powiększają się o przywożone z kościołów diecezji płockiej zabytki, które przestały służyć kultowi religijnemu, a posiadają wartość historyczną lub artystyczną. W muzeum zgromadzono wiele różnorodnych dzieł sztuki. Do najcenniejszych eksponatów należą: rękopisy i dokumenty, zbiór mazowieckiej rzeźby średniowiecznej, złotnictwo, kolekcja pasów kontuszowych i szat liturgicznych oraz zbiory malarstwa.
12 czerwca 2008 Muzeum Diecezjalne otrzymało nową powierzchnię użytkową znajdującą się w dawnym opactwie benedyktyńskim. Otworzono je podczas centralnych obchodów Roku Błogosławionego Arcybiskupa Antoniego Juliana Nowowiejskiego w diecezji płockiej. Poświęcenia obiektu dokonał nuncjusz apostolski w Polsce abp Józef Kowalczyk. 

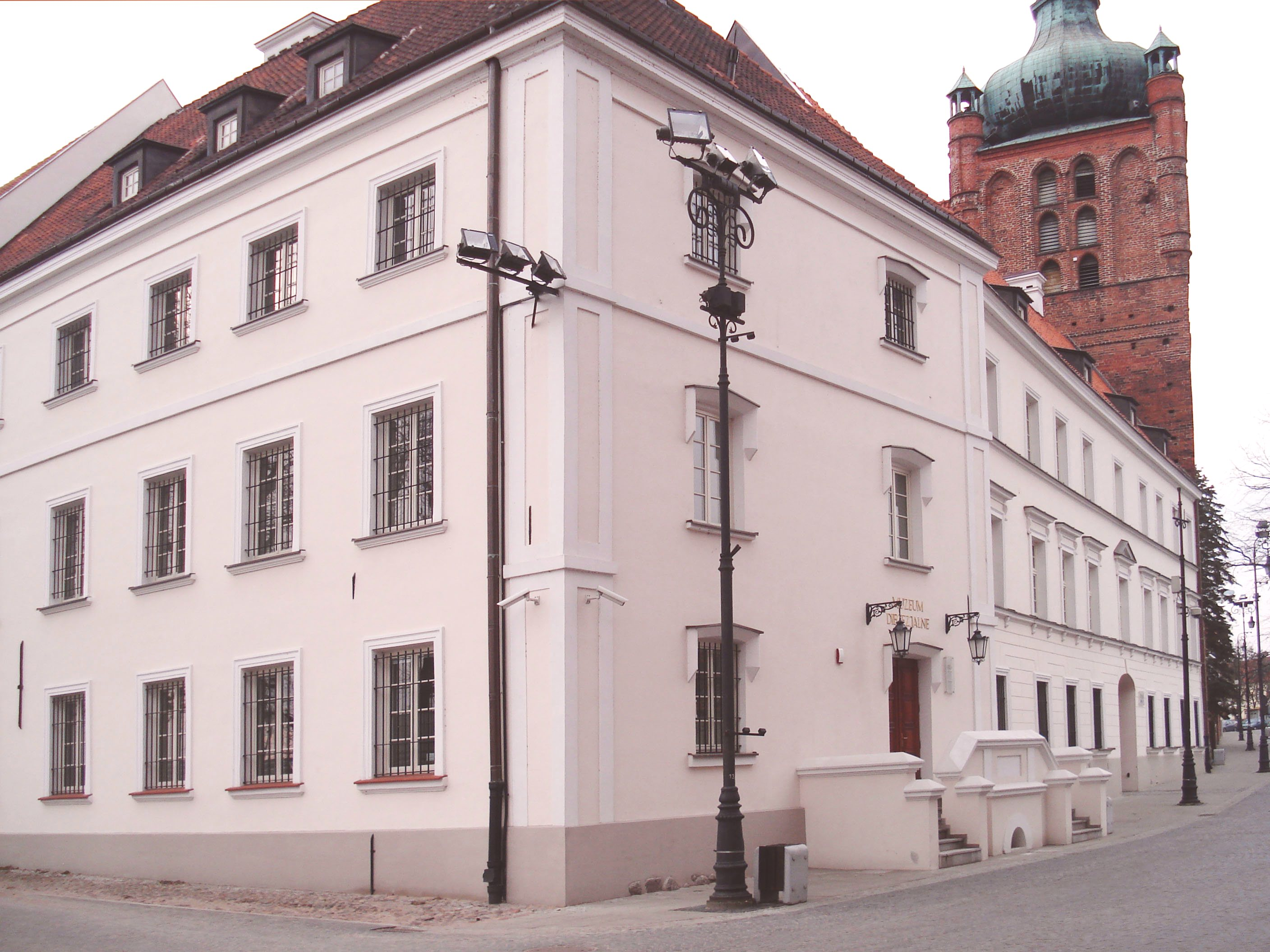
Nowy oddział Muzeum Diecezjalnego.

W nowej siedzibie znalazły się takie bezcenne zabytki sztuki sakralnej jak Herma św. Zygmunta, Kielich Księcia Konrada, Kielich Karola Ferdynanda Wazy. Wystawa podzielona została na trzy części: Chrystus w sztuce: malarstwie i rzeźbie, Chrystus w Eucharystii i Chrystus w życiu świętych. Skarbiec muzealny jest jednym z pięciu najbogatszych w Polsce. W jednej z sal do końca 2008 roku będzie miała miejsce wystawa poświęcona bł. abp. Antoniemu Julianowi Nowowiejskiemu, z racji 150 rocznicy jego urodzin i 100 rocznicy sakry biskupiej. Docelowo ma tam być prezentowana sztuka współczesna poświęcona tematyce sakralnej. Z kolei w najstarszej części będą: archeologia, rękopisy, meble, bogata kolekcja pasów kontuszowych. 
Od 1993 do 2009 dyrektorem Muzeum był ks. Bronisław Gwiazda – profesor historii sztuki w Wyższym Seminarium Duchownym w Płocku. Od 1 marca 2009 do 31 sierpnia 2013 tę funkcję pełnił ks. Stefan Cegłowski. Obecnie, od 1 września 2013 dyrektorem Muzeum jest ks. Andrzej Milewski. 
Od 9 kwietnia 2009 mocą dekretu biskupa płockiego Piotra Libery Muzeum nosi imię swojego założyciela błogosławionego arcybiskupa Antoniego Juliana Nowowiejskiego.

## Dyrektorzy
- ks. Tomasz Kowalewski (1903–1927)
- ks. Aleksander Dmochowski (1927–1939)
- ks. Lech Grabowski (1959–1993)
- ks. Bronisław Gwiazda (1993–2009)
- ks. Stefan Cegłowski (2009–2013)[1]
- ks. Andrzej Milewski (od 2013)[1]

## Wybrane dzieła ze zbiorów muzeum

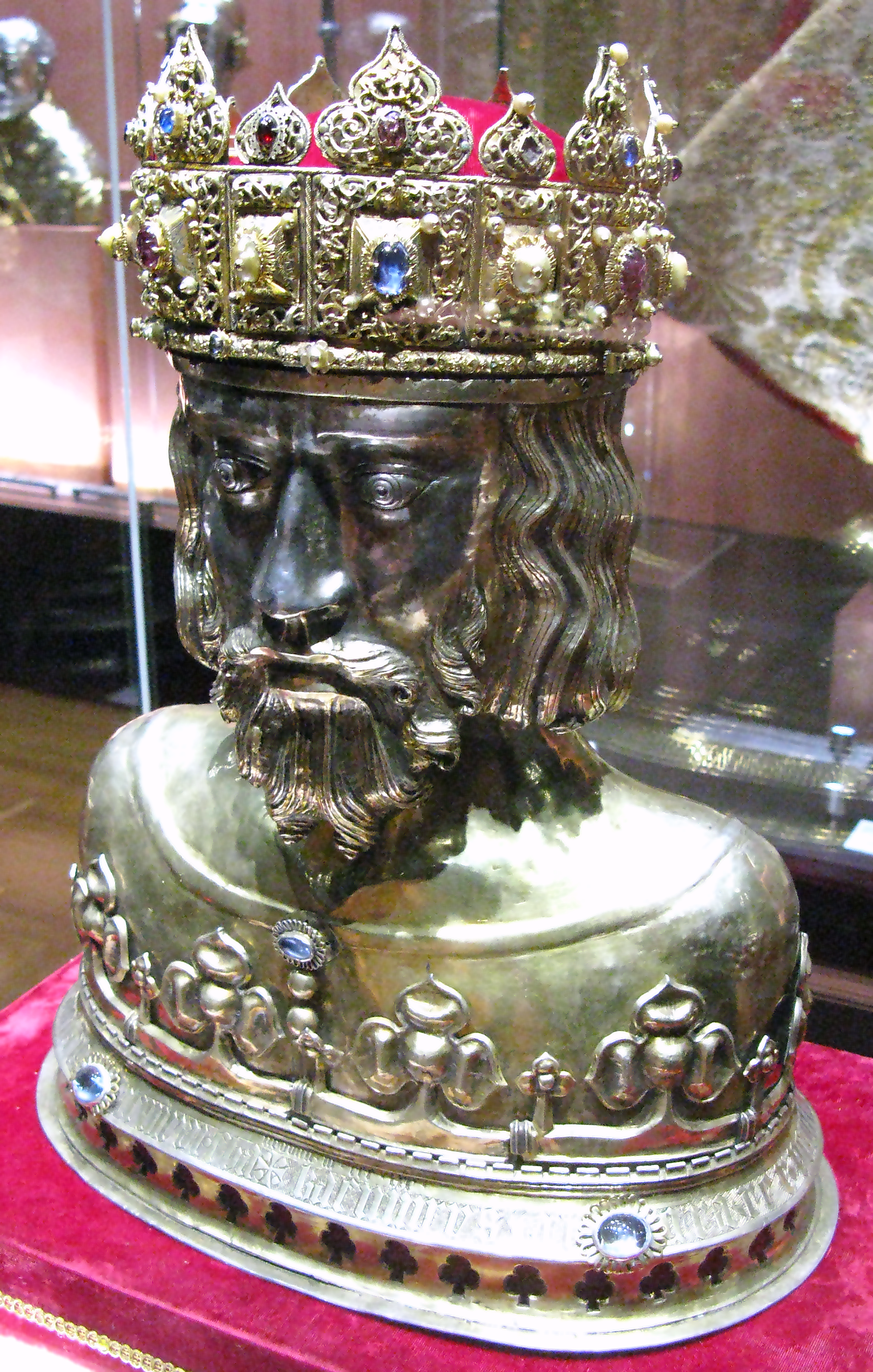
XIV-wieczna herma św. Zygmunta Burgundzkiego z katedry w Płocku
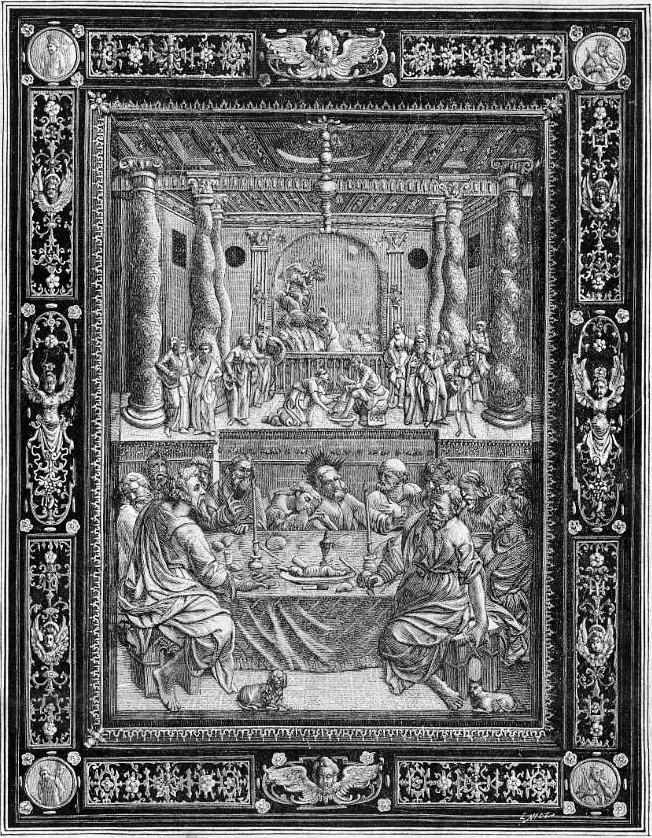
Ołtarz Konstancji Królowej Polski
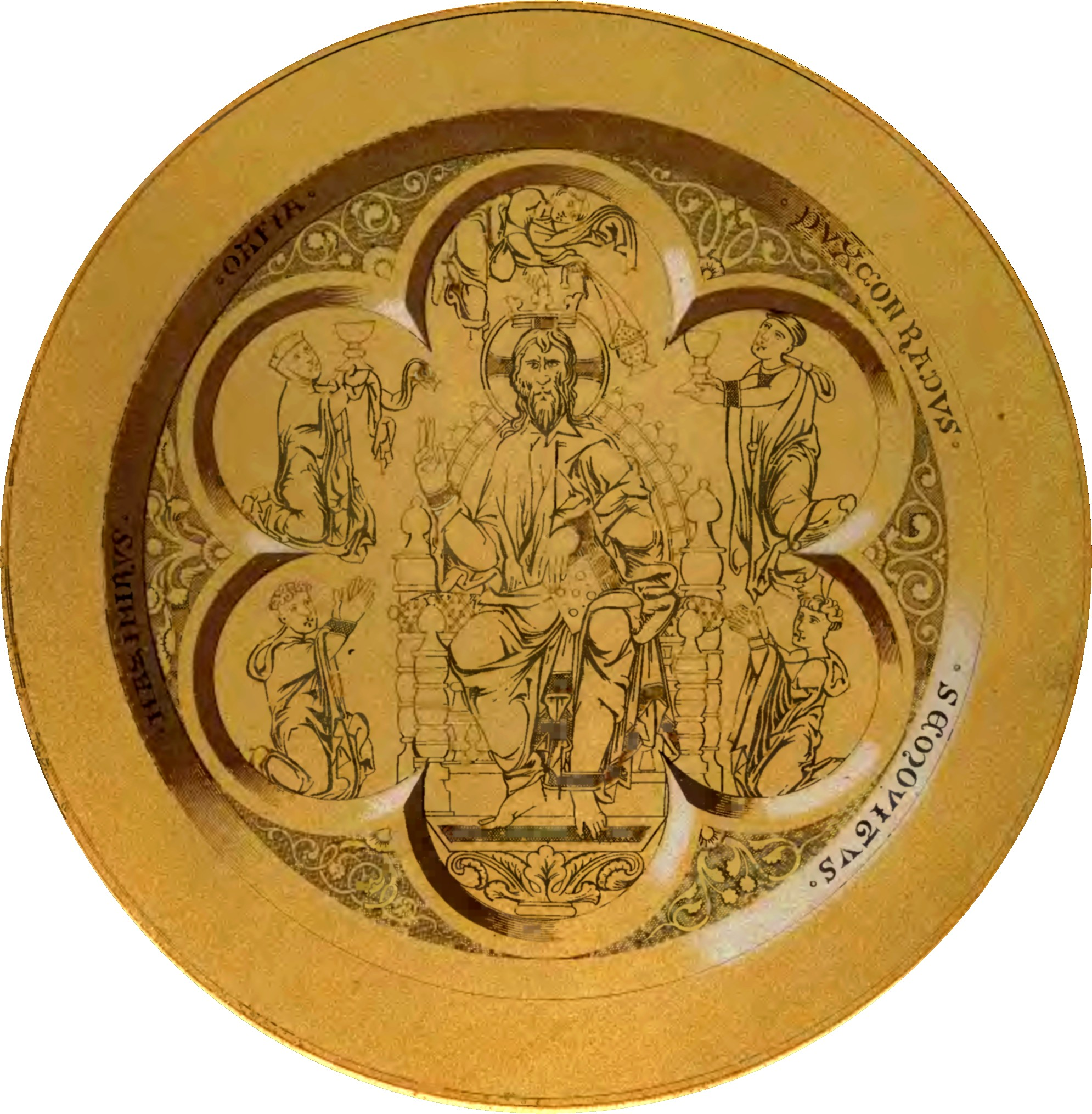
Patena płocka, fundacji Konrada I
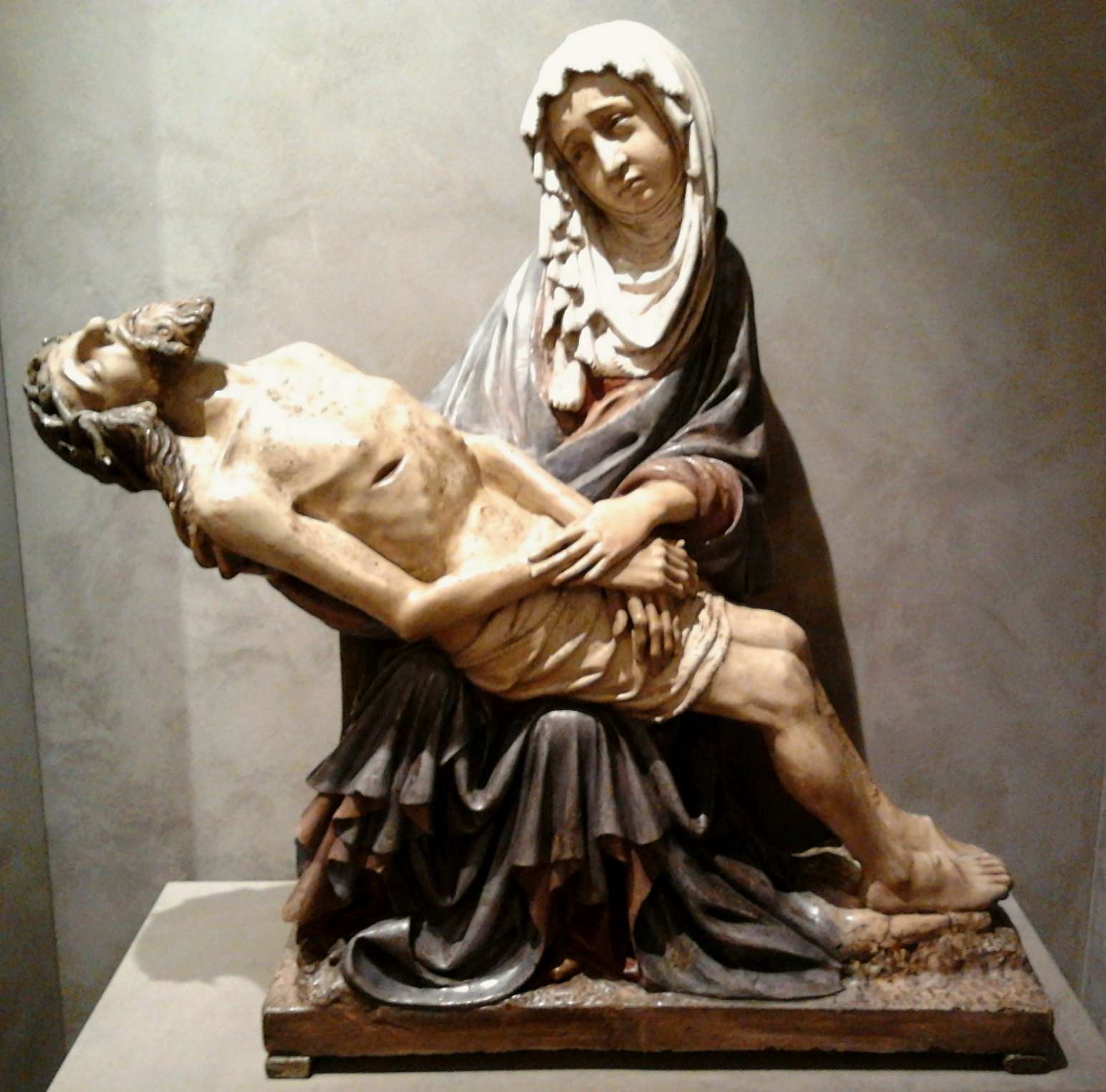
Pietà z Drobina, ok. 1430
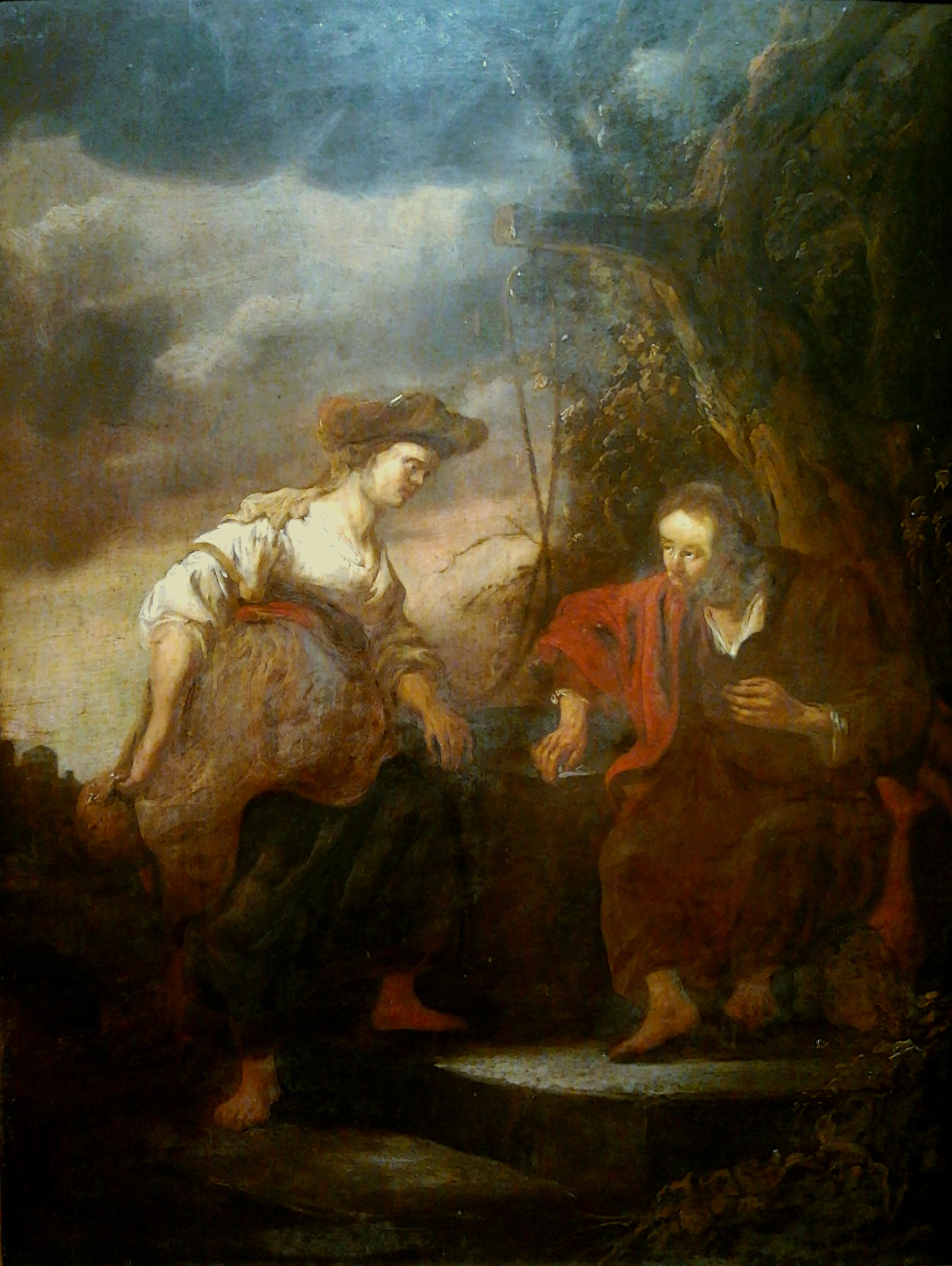
Chrystus z Samarytanką, Benjamin Gerritsz. Cuyp
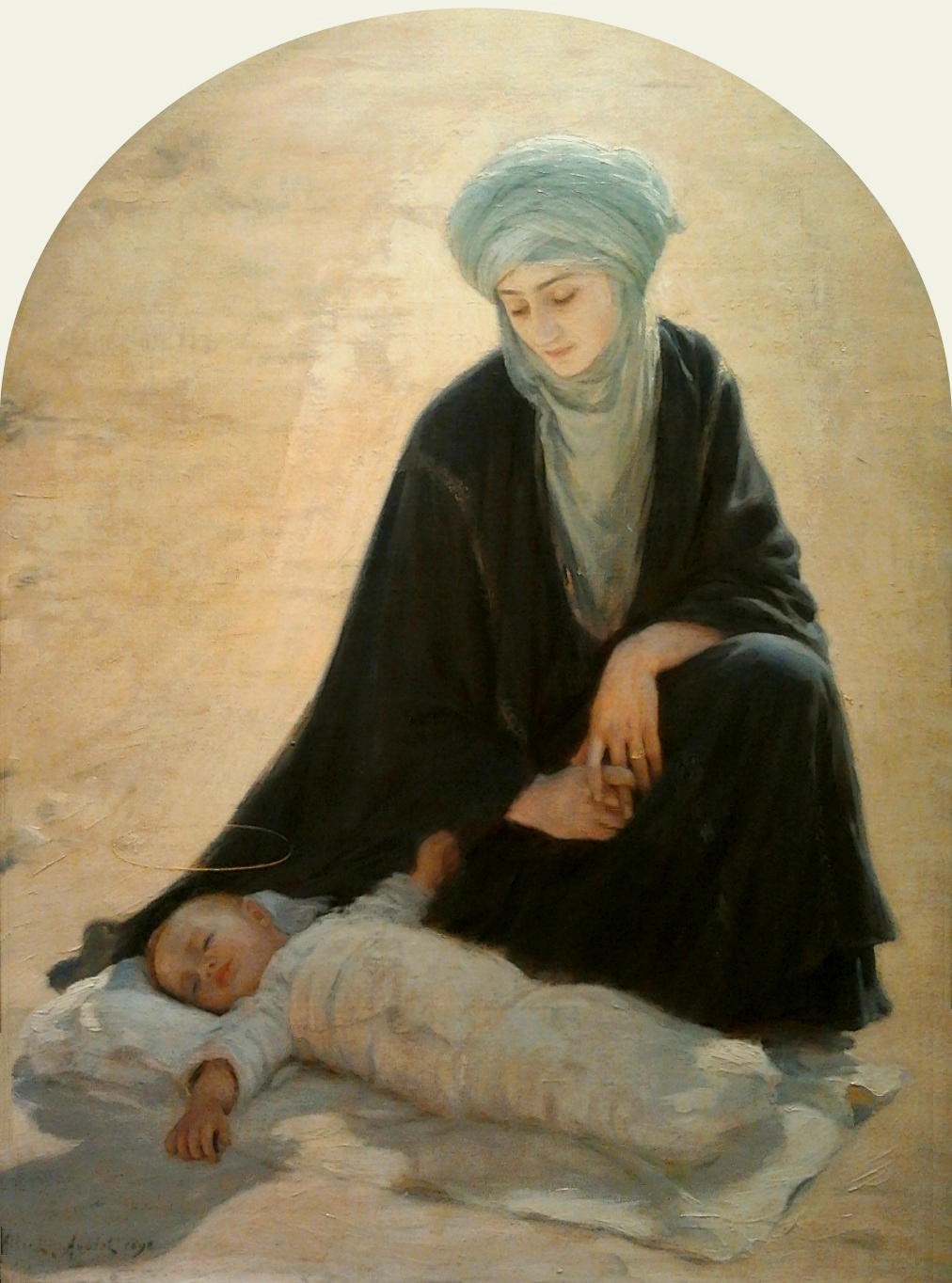
Arabska Madonna z Dzieciątkiem, Albert Aublet